# Branko Lukšić
Branko Lukšić (Punta Arenas, Čile, 1927. – na Kleku kod Ogulina, 11. svibnja 1958.), hrvatski planinar i planinarski dužnosnik.

## Životopis
Rodio se je u Punta Arenasu. U Hrvatsku, domovinu svojih predaka došao je poslije Drugoga svjetskog rata. Upisao je studij ekonomije du Zagrebu. Učlanio se u SPD Velebit, uskoro ušao u upravu i bio referent za propagandu i član Alpinističkog odsjeka. Djelovao je i kao pročelnik Komisije za alpinizam Planinarskog saveza Hrvatske te organizirao brojne alpinističke akcije. Među poznatim kolegama iz društva s kojima se je penjao po gorjima bio je Branko Lustig. Intenzivno se je Lukšić penjao na Kozjaku, u Kamniškim i Julijskim Alpama, na Velebitu, Biokovu i Prokletijama. Prvi prvenstveni smjer ispenjao je na Durmitoru je u Savinom kuku. Godine 1955. ostvario je veliki uspjeh hrvatskog planinarstva, kad se je u navezu s Ervinom Hanzerom popeo na smjeru u sjevernim Alpama Aschenbrenneru koji je u granicama ljudskih mogućnosti. Dana 11. svibnja 1958. u navezu sa Zvonimirom Lidenbachom smrtno je stradao na svom 130. usponu na Kleku. Pokopan je u obiteljskoj grobnici u Sutivanu.

## Priznanja
- Njemu u spomen prijatelji iz kluba nazvali su Brankovim smjerom jedan zahtjevni smjer koji su ispenjali 1960. godine.[1]
- Na Kleku mu je ime upisano na spomen obilježje poginulim hrvatskim planinarima.[1]
- U Ogulinu mu je ime upisano na spomen obilježje poginulim hrvatskim planinarima.[1]
- Splitski HPD Mosor nazvao je 1958. svoju planinarsku kuću na Vidovoj gori njegovim imenom. Objekt je srušen 1972., no spomen-ploča je sačuvana i uzidana u zapadni zid ugostiteljskog objekta podignuta nedaleko od te planinarske kuće.[1]